# Irina Coelho
Irina Roberta Garcia Coelho (* 30. April 1981 in Faro) ist eine portugiesische Radrennfahrerin.
Schon mit 15 Jahren fuhr Irina Coelho erfolgreich Radrennen, auf der Straße sowie auf dem Mountainbike. Allein 13-mal gewann sie das heimische Mountainbikerennen Open do Algarve und wurde 2000, 2002 und 2011 nationale Meisterin in dieser Disziplin.
2003, 2007 und 2012 wurde Coelho portugiesische Meisterin im Straßenrennen.
2009 legte Irina Coelho eine Wettkampfpause sein, da sie Mutter einer Tochter wurde.